# Geocolus caecus
Geocolus caecus är en skalbaggsart som beskrevs av Wenzel 1944. Geocolus caecus ingår i släktet Geocolus och familjen stumpbaggar. Inga underarter finns listade i Catalogue of Life.